# Metallyticus semiaeneus
Metallyticus semiaeneus är en bönsyrseart som beskrevs av John Obadiah Westwood 1889. Metallyticus semiaeneus ingår i släktet Metallyticus och familjen Metallyticidae. Inga underarter finns listade i Catalogue of Life.